# Tegeticula yuccasella
Tegeticula yuccasella ist ein Schmetterling (Nachtfalter) aus der Familie der Yuccamotten (Prodoxidae). 

## Merkmale
Die männlichen Falter erreichen eine Flügelspannweite 18 bis 24 Millimetern, die Weibchen von 19 bis 27 Millimetern. Die Oberseite der Vorderflügel ist Weiß während die Unterseite meistens Dunkelbraun ist. Die Hinterflügel sind graubraun gefärbt und am Apex am dunkelsten.

## Verbreitung
Tegeticula yuccasella ist in Nordamerika verbreitet. Das Verbreitungsgebiet erstreckt sich von der Südgrenze von Texas bis ins südliche Kanada sowie von der Ostküste bis zur Westküste. Durch die Kultivierung von Yucca filamentosa hat das Verbreitungsgebiet in den letzten 150 Jahren zugenommen.

## Lebensweise
Mit dem stark verlängerten Teil des Lippentasters sammelt das Weibchen den Pollen der Yucca-Blüten. Diesen legt sie in die Narben, in die sie zuvor ihre Eier gelegt hat. Die Yucca ist auf die Yuccamotte als Blütenbestäuber angewiesen. Die Raupen fressen etwa die Hälfte der Samen einer Yuccapflanze. Zu den Raupenfutterpflanzen zählen folgende Yuccaarten:
- Yucca filamentosa
- Yucca smalliana
- Yucca flaccida
- Yucca glauca
- Yucca arkansana
- Yucca constricta
- Yucca rupicola
- Yucca pallida
- Yucca reverchonii
- Yucca aloifolia

Die Verpuppung findet im Boden in einem Kokon statt.